# 163623 Miknaitis
163623 Miknaitis è un asteroide della fascia principale. Scoperto nel 2002, presenta un'orbita caratterizzata da un semiasse maggiore pari a 3,2088637 UA e da un'eccentricità di 0,0587594, inclinata di 9,82704° rispetto all'eclittica.